# Vieux-Ferrette
Vieux-Ferrette település Franciaországban, Haut-Rhin megyében. Lakosainak száma 643 fő (2022. január 1.). Vieux-Ferrette Bouxwiller, Durmenach, Roppentzwiller, Waldighofen, Riespach, Kœstlach, Bendorf és Ferrette községekkel határos.

## Népesség
A település népessége az elmúlt években az alábbi módon változott:
| Lakosok száma | 670  | 673  | 694  | 688  | 689  | 693  | 676  | 660  | 643  |
|               | 2013 | 2015 | 2016 | 2017 | 2018 | 2019 | 2020 | 2021 | 2022 |